# Михаил Ајзенштајн
Михаил Осипович Ајзенштајн (рус. Михаил Осипович Эйзенштейн; Санкт Петербург, 5. септембар 1867 — Берлин, 1. јул 1920) је био руски архитекта и грађевински инжењер.
Дипломирао је на институту за грађевину у Санкт Петербургу 1893. Дизајнирао је много грађевина у Риги у арт нуво стилу. Саградио је неколико зграда за државног саветника Лебединскога. Михајлов син је Сергеј Ајзенштајн, познати совјетски филмски режисер.